# Dermatofity
Dermatofity – grzyby chorobotwórcze powodujące tzw. dermatofitozy (grzybice skóry i jej przydatków: włosów i paznokci). Mają rzadką zdolność do rozkładania keratyny.
Zakażenie następuje przez kontakt z chorymi zwierzętami (np. świnka morska, mysz, bydło) lub ludźmi (pośrednio przez używanie wspólnych butów, skarpetek itp.).
Choroby wywoływane przez dermatofity:
- grzybice owłosionej skóry głowy
- grzybica brody
- grzybica rąk
- grzybica skóry gładkiej
- grzybica stóp
- grzybica pachwin
- grzybica paznokci
- grzybica tułowia[2].

Ze względu na źródło pochodzenia wyróżnia się:
- dermatofity antropofilne – przechodzące z ludzi na ludzi,
- dermatofity zoofilne – występujące u zwierząt i przechodzące na ludzi,
- dermatofity geofilne – występujące w glebie jako saprotrofy, ale czasami mogące powodować grzybice u ludzi i zwierząt[1].

Poznano około 40 gatunków dermatofitów. Głównymi sprawcami grzybic u ludzi jest około 10 z nich. Są to: Aspergillus sp., Candida albicans, Epidermophyton floccosum, Microascus brevicaulis (Scopulariopsis brevicaulis), Microsporum audouinii, Microsporum canis, Pityrosporum orbiculare, Trichophyton mentagrophytes, Trichophyton schoenleinii, Trichophyton rubrum, Trichophyton tonsurans, Trichophyton verrucosum, Trichophyton violaceum.